# Нилус, Пётр Александрович
Пётр Александрович Нилус (8 (20) февраля 1869, усадьба Бушены, Подольская губерния, Российская империя — 23 мая 1943, Париж, Режим Виши) — русский живописец, художественный критик, писатель.

## Биография
Родился 8 (20) февраля 1869 года в усадьбе Бушены в Подольской губернии в обрусевшей швейцарской семье. Его дед был генералом — участником войны 1812 года. Исследователь «Протоколов сионских мудрецов» оберштурмбанфюрер СС Грегор Шварц-Бостунич утверждал о родственной связи двух Нилусов с одинаковым отчеством — Сергея Александровича и Петра Александровича. Однако один, антисемит, происхождением связан с Мценским уездом Орловской губернии; другой, принявший участие в литературно-художественном сборнике «В пользу еврейских детей, осиротевших во время октябрьского погрома в Одессе» и женатый на еврейке Берте Соломоновне, связан с самой южной околицей Российской империи — Балтский уезд Подольской губернии.
С 1876 года Пётр Нилус жил в Одессе, учился в Реальном училище Святого Павла. В 6-м классе, по предложению своего учителя Г. Ладыженского, который только что закончил Петербургскую Академию художеств, Нилус поступил в Одесскую рисовальную школу: на протяжении 1883—1889 годов его преподавателем был К. Костанди, а другом — Евгений Буковецкий. С 1889 года продолжил обучение в Петербургской Академии художеств у И. Е. Репина, который рекомендовал молодому художнику побыстрее начать выставочную деятельность и вернуться в родной город, где мощно заявило о себе Товарищество Южнорусских художников.
В Одессе Нилус стал одной из центральных фигур местного художественного сообщества; с 1890 года принимал участие в выставках Товарищества, с середины 1890-х годов был его секретарём, вместе с Буковецким в 1894 году составил устав Товарищества. Нилус не терял связи с выставочной жизнью столицы: с 1891 года он был экспонентом, а с 1899 — членом Товарищества передвижных художественных выставок. Летом 1898 года в Одессе состоялось знакомство Нилуса с И. А. Буниным.
В 1890-е годы он писал главным образом жанровые картины на общественно-значимые темы. Об этом времени П. А. Нилус вспоминал: «Был правоверным передвижником целых 13 лет. Затем началась эволюция от крайнего реализма к индивидуализму». В первом десятилетии XX века, после зарубежных поездок и знакомства с новым современным искусством, художник отошёл от бытового жанра и социальной проблематики, отдавая предпочтение пейзажу и импрессионистической живописной манере. Следующий период в творчестве Нилуса — «символико-романтический» или «ретроспективный»: художник писал галантных кавалеров и дам, прогуливающихся в парках или встречающих рассвет.
Хорошо знал Нилуса К. Чуковский: он следил за развитием этого незаурядного дарования, восхищался им. Но в 1904 году, в «Одесских новостях» высказался очень резко: «… у нас есть два П. А. Нилуса — один настоящий, другой ненастоящий». «Настоящим» для критика был тот художник, у которого «великолепное мастерство рисунка», «ясные краски», «законченная манера»; «ненастоящим» был автор, который позволил привнести в собственные произведения «модные» напевы и настроения. В обозначенных Чуковским недостатках Нилуса присутствуют узнаваемые в ту пору приметы «декадентства» — это «тонкие, хрупкие деревья, жалобно тянущиеся к стилизованным тучам», это «сооружённое (то есть искусственно созданное, не имеющее отношения к реальности) настроение», это «символические позы женщин» и «модернизированные» складки их одежд
В 1915 году в Одессе состоялась его персональная выставка. И. Е. Репин писал И. А. Бунину:

… Нилус, наш художник прекрасный, — ах, если бы мне его краски!
Революцию 1917 года П. А. Нилус принял благосклонно, но вскоре это отношение изменилось. С приходом отрядов Добровольческой армии А. И. Деникина он поддержал их серией антибольшевистских плакатов. В 1919 году вынужден покинуть страну. С 1923 года жил в Париже — в одном доме с И. А. Буниным, который называл своего друга, Петра Нилуса, поэтом живописи и посвятил ему одно из самых проникновенных своих стихотворений «Одиночество». В период эмиграции прошло 11 его выставок — в Софии, Белграде, Загребе, Вене, Париже.
В 1930-е годы Нилус отошёл от символико-романтических сюжетов, которые пришлись по душе французской публике. Основными в его творчестве стали виды городов, пейзажи французской провинции, натюрморты, которые он создавал своеобразными сериями. Особую известность получила так называемая «белая серия», а среди живописцев выражение «белое Нилуса» стало нарицательным.
Первые персональные выставки П. А. Нилуса в Париже состоялись в 1925 году в престижных галереях Ж. Пти и Ж. Шарпантье. Большой успех имела последняя прижизненная выставка Нилуса в галерее Zak (1934).
К середине 1930-х годов Нилус стал отдавать предпочтение психологическому портрету.
Умер 23 мая 1943 года в оккупированном Париже; похоронен на кладбище Банье.
Работы художника хранятся в Третьяковской галерее, в Одесском художественном музее, Одесском литературном музее, в Государственном Литературном музее (Москва), в Областном художественном музее им И. Н. Крамского (Воронеж), в Днепропетровском Художественном Музее, в частных коллекциях.
В 1995 году значительная часть творческого наследия художника парижского периода — 73 произведения живописи, графики, а также личные вещи, фотографии, письма, выставочные каталоги — по решению падчерицы живописца, В. Л. Голубовской, были переданы из Парижа в Воронеж для Художественного музея им. И. Н. Крамского и литературного музея (для будущего музея И. А. Бунина).

## Творчество
- «Белошвейная мастерская» (1890)
- «Лакей» (1892)
- «По знакомым» (1892) (ХХ Передвижная выставка)

- «Осень» (1893)
- «В трактире» (1894)
- «Босяк» (1895)
- «На бульваре» (1895)
- «На мостиках (Летом)» (1898)

- «Купальни» (1899)
- «На лестницах» (1901)
- «Перед вечером» (1902)
- «Посыльный» (1902)
- «В мастерской художника» (1903)
- «Дачный кавалер»
- «На кладбище»
- «Розовое облако»
- «В старые годы»
- «Портрет И. А. Бунина» (1918)[14]
- «Концерт» (1920?)
- «Дама в красном» (1925)
- «Синий натюрморт с апельсинами» (1929)
- «Нарциссы у зеркала» (1931)
- Большой натюрморт (1932) (Белая серия)
- «В кафе»
- «Улица Парижа» (1934)
- «Уголок порта» (1936)
- «Улица Парижа после дождя» (1939)
- «Портрет оперного певца Антона Николаевича Николаева»[15]

Сочинения:
- Рассказы. М., 1910.
- На берегу моря: Рассказы. М., 1918.
- Сашенька [Рассказы]. Одесса, 1918.
- Дуня [И другие рассказы]. Одесса, 1919.
- Луна. Одесса, 1919.